# Дом-музей Цветаевых (Ново-Талицы)
Дом-музе́й семьи́ Цвета́евых — дом-музей семьи, давшей русской культуре ряд известных деятелей. Расположен в селе Ново-Талицы.

## Архитектура
Музей расположен в деревянном рубленом доме, где с 1853 года в течение 75 лет жили три поколения семьи Цветаевых.

## Музей
Владимир Васильевич Цветаев (1819—1884) — священник, дед Марины Ивановны Цветаевой, приехал в Талицы с семьёй и поселился в приходском доме на берегу реки Вергузы. Его дети — Пётр, Иван, Фёдор и Дмитрий — внесли заметный вклад в российскую культуру. Наиболее известный из братьев — Иван Владимирович — идейный вдохновитель и создатель Музея изящных искусств имени Александра III (ныне это Государственный музей изобразительных искусств имени А. С. Пушкина).
После смерти Цветаевых дом был национализирован, а затем передан в частные руки.
В 1988 году дом был выкуплен государством у прежних владельцев для создания музея. Началась его реставрация. Одновременно шла работа по сбору экспозиционных материалов. 18 мая 1995 года, в Международный день музеев, дом-музей открыл свои двери для посетителей.
Экспозиция музея построена на подлинных экспонатах: собраны личные вещи, книги, фотографии, а также предметы быта и семейные реликвии, что даёт возможность ознакомиться с жизнью Цветаевых, их привычками и увлечениями, узнать об их заслугах перед Отечеством.
В мансарде дома-музея работает читальный зал, в котором собрано более 3000 томов произведений поэтов и писателей Серебряного века.